# Marina Yafac
Marina Mercedes Yafac Cáceres (Tumán, Chiclayo; 24 de febrero de 1983) es una cantante de cumbia peruana exintegrante del grupo Agua Bella. Fue la primera voz de esa agrupación desde el año 2000 hasta el 2002.

## Biografía
Debido a que su padre abandonó su casa cuando ella tenía 6 años de edad, sumado a que su única hermana contrajo la enfermedad de meningitis y su tratamiento era costoso, desde una temprana edad se puso a trabajar para apoyar a su madre. A los ocho años descubre su talento artístico, participando en su colegio en canto y actuación.
A la edad de 11 años, Marina Yafac ingresa al grupo roquero "Frontera Verde", siendo corista; posteriormente dos años después ingresa a la agrupación "Estelar" de Monsefú, entonando temas musicales como voz principal de la agrupación por más de 1 año; siguiendo con su gran talento Marina ingresa a la agrupación: "Idéntica" de Chepén como voz única, grabando así su primer tema musical, llamado "Entre Lágrima y Risa".
A la edad de 15 años, mientras se desempeñaba en un grupo Max, siendo teloneros del grupo Euforia de Iquitos, el mánager de dicha agrupación José Castillo, se interesa por su interpretación y le ofrece trabajar en una nueva agrupación que estaba formando, "Agua Bella", al comienzo no acepta por temor de dejar su tierra siendo menor de edad, sin embargo, luego de conversar con su madre, aceptan el ofrecimiento de José Castillo para viajar a Lima, capital de Perú, para tener una mejor calidad de vida para ella y su familia, a la vez de pertenecer a una agrupación más grande, que podría hacerla conocida en todo el Perú.

## Trayectoria Musical
Como se mencionó en su Biografía, sus inicios por la música se debieron a un tema de necesidad económica para apoyar a su familia, dado que Marina quería ser de profesión obstetriz, sin embargo, el destino le deparó varios años de carrera artística, la cual se divide en dos: su paso como primera voz de Agua Bella y luego una larga carrera con su propia agrupación:

### Su paso por Agua Bella
Agua Bella, es un grupo formado a finales del año 1999 inicialmente como el dúo "Evelyn y Yolanda Agua Bella" y posteriormente como "Agua Bella". Debido a problemas con Yolanda Medina por el nombre de la agrupación, ella decide abandonar el grupo y luego de un tiempo también se retira Evelyn Campos, por lo que Marina Yafac pasa a ser la voz principal del grupo. Como Marina mencionó en una entrevista, el primer CD de la agrupación llamado "Cariño Loco" (2000) fue grabado solo con su voz en todas las canciones. La canción "Cariño Loco", junto con "Imposible Olvidarte" fueron los primeros éxitos de Agua Bella y su melodiosa voz, que se caracteriza por ser dulce y la vez con mucho lamento y sentimiento, fueron del agrado de los seguidores de la cumbia peruana. Con esos éxitos empiezan las primeras giras de la agrupación, primero en el norte del Perú y luego por casi todas las provincias del país. En esta producción también se cuenta con la participación de Maricarmen Marín como segunda voz. También el grupo tiene como bailarinas principales a Cynthia Macedo "La licuadora humana" y Nancy Castello "La Garotiña", por ser oriunda de Brasil.
Luego Marina participó en la grabación de la segunda producción "Solo hay una ...", en el que ya aparece como segunda voz Anhely Cheng, de ese disco hay grandes éxitos como "Pasito Tun Tun", "Luna Bonita", "Agua de Veneno/Corazón Equivocado", "Sentimiento Mix 1" y "Rockola Mix 1". La popularidad del grupo creció y tenían conciertos en todas partes del Perú.
Seguidamente, el año 2001 Agua Bella saca su 3.ª producción "Mil años" que es un disco doble, del cual Marina menciona en una entrevista que es al que más cariño le tiene. De ese disco se puede mencionar los éxitos "Voy a buscarme un amor", "Porque Porque", "Paloma del alma mía", "Sentimiento Mix 2", "Rockola Agua Bella" y "Rockola Mix 2". En esta producción ya no se encuentra Anhely Cheng como segunda voz, dado que Evelyn Campos vuelve a la agrupación y junto con Marina forman el dúo de Oro de la cumbia Peruana, y para muchos seguidores de la agrupación, fue el mejor dúo que tuvo Agua Bella y nunca pudo ser superado por las siguientes generaciones de cantantes que pasaron por este grupo. También participa Maricarmen Marín como tercera voz. 
Finalmente, Marina Yafac participa en una 4.ª producción de Agua Bella llamada "Mejor que nunca !!! Solo hay una !!!" (2001), donde se cosechan nuevos éxitos en la agrupación como "Te dejo libre" y "Voy a buscarme un amor". Ya para esa fecha el grupo era muy conocido en todo el Perú y aparecían en los principales programas de espectáculo de ese país.
En el  año 2002, Marina sale embarazada a sus 18 años, por lo que tuvo que dejar la agrupación para dar a luz, y como ella mencionó en una entrevista, el mánager de Agua Bella, José Castillo, decidió que ya no debía regresar al grupo, pero ella agradece al final esa decisión, dado que la impulsó a continuar su carrera de solista, como veremos a continuación.

### Su carrera como solista
En el año 2002, luego de su embarazo, Marina vuelve a los escenarios, pero esta vez con su propia agrupación, en esta nueva etapa se puede destacar las canciones "Los hombres son una basura", que es una versión cumbia de la ranchera llamada "Así son los hombres" que interpretó Rocío Dúrcal, cuya autoría es de Juan Gabriel, solo que en la versión original, Rocío dice "Así son los hombres, todos son iguales", pero Marina para darle más picardía a la canción, dado que es una cumbia bailable, le cambia la parte final diciendo "Así son los hombres, son una basura", eso le da un toque especial y se convierte en un éxito de discotecas en el Perú. Otra canción conocida es "Escríbeme" que es una cumbia que también estuvo en el disco "Alma Bella"  (1999) de la agrupación del mismo nombre. Está canción también se hizo conocida con el grupo Armonía 10, pero la versión de Marina es anterior a la del mencionado grupo. 
También participa en interpretar tres canciones para la serie Peruana "Al fondo hay sitio", estas canciones se llaman "Amor Sincero" (La canción de los personajes de la Novela Andrea y Joel), "Otra vez Tú" (canción de Mariano Pendavis y Teresita) y "Día y Noche" (canción de Joel y Pilar) .
Marina Yafac tiene muchos discos como solista, pero en la plataforma Spotify, solo se encuentran 2, en una entrevista Marina mencionó que está en contacto con esa plataforma para que le reconozcan la autoría de uno de los discos, por lo que espera que esto se solucione para subir más producciones. Estos discos son:
- El mejor de Todos (2016), este CD tiene canciones como "El mejor de todos", "Es amor", "Día y noche". En Spotify aparece el CD pero el artista no está verificado.

- Fluyendo en Libertad (2020), en este CD la artista Marina si aparece como "verificado", de este CD se han hecho una nueva versión de su éxito "Los hombres son una basura".

También hay sencillos en Spotify como "Escríbeme" (2020) y Paisaje (2021).